# USS Vella Gulf (CG-72)
USS Vella Gulf (CG-72), dvadeset i šesta raketna krstarica klase Ticonderoga u službi američke ratne mornarice; drugi brod koji nosi to ime.

## Vanjske poveznice
- USS Vella Gulf  Arhivirana inačica izvorne stranice od 8. prosinca 2010. (Wayback Machine)